# Église Saint-Blaise de la rue Volosova
L'église Saint-Blaí́se de la rue Volosova (en langue russe: Власия на Волосовой улице), se trouve à Veliki Novgorod au nord du quartier du Commun  à 250 mètres du "Detinets", le Kremlin de Novgorod près de la rue Volosova.
Elle se présente comme une église à croix inscrite, bâtie sur quatre piliers, un seul dôme, pas d'étage, un plan rectangulaire et des toitures trilobées au dessus de chaque façade.
Selon l'historien Boris Rybakov, les églises ont pris la place des temples païens dédiés au dieu Vélès. Le nom de la rue Volosova, selon lui en témoigne. Selon d'autres historiens, la rue a pris le nom de l'église.Volos est une des formes populaire du nom Vlasi dans les langues slaves orientales. Marc Alechkovski considère, quant à lui, que la rue Volosova désigne une ancienne église Vlasevski qui se trouve à la fin de la rue et non au début. Le nom de la rue Volosova selon l'anthroponymie est lié au mot Voloc qui signifie cheveu en français et qui est un nom commun et propre très répandu autour de Novgorod. L'historien Valeri Vasilev pense de même.
Valentin Ianine affirme que comme c'est le cas d'autres temples païens de Novgorod, l'église Saint-Blaise a été construite à l'emplacement d'un temple dédié au dieu Vêles qui était construit en bois et a existé jusqu'en l'an 1111 ,. D'autres auteurs, comme V. L. Vasiliev, considèrent que la présence de temples païens n'est pas vraiment démontrée jusqu'à présent.
Les mentions les plus anciennes des chroniqueurs d'une église saint Blaise de Sébaste la datent de 1111. Mais certains citent les dates de 1184 et de 1379.
L'église actuelle a été construite en 1407 par des habitants du quartier de Novgorod Lioudine konets. Au XVIe siècle elle est renseignée comme cathédrale possédant un chœur et un autel dédié à Joachim et Anne.
En 1775 l'église connaît quelques changements : à l'intérieur pour améliorer la luminosité, le chœur est déplacé et une chapelle chauffée est construite et dédiée à Jacob . Elle est équipée de trois galeries de cloches. En 1852 l'église est recouverte d'un niveau en bois. En 1853 est ajoutée une nouvelle chapelle dédiée à Saint-Jean. La toiture est transformée en une couverture à quatre versants et les fenêtres sont élargies. En 1820, à la suite de la disparition d'une annexe et d'un fossé l'église se présente de manière plus dégagée.

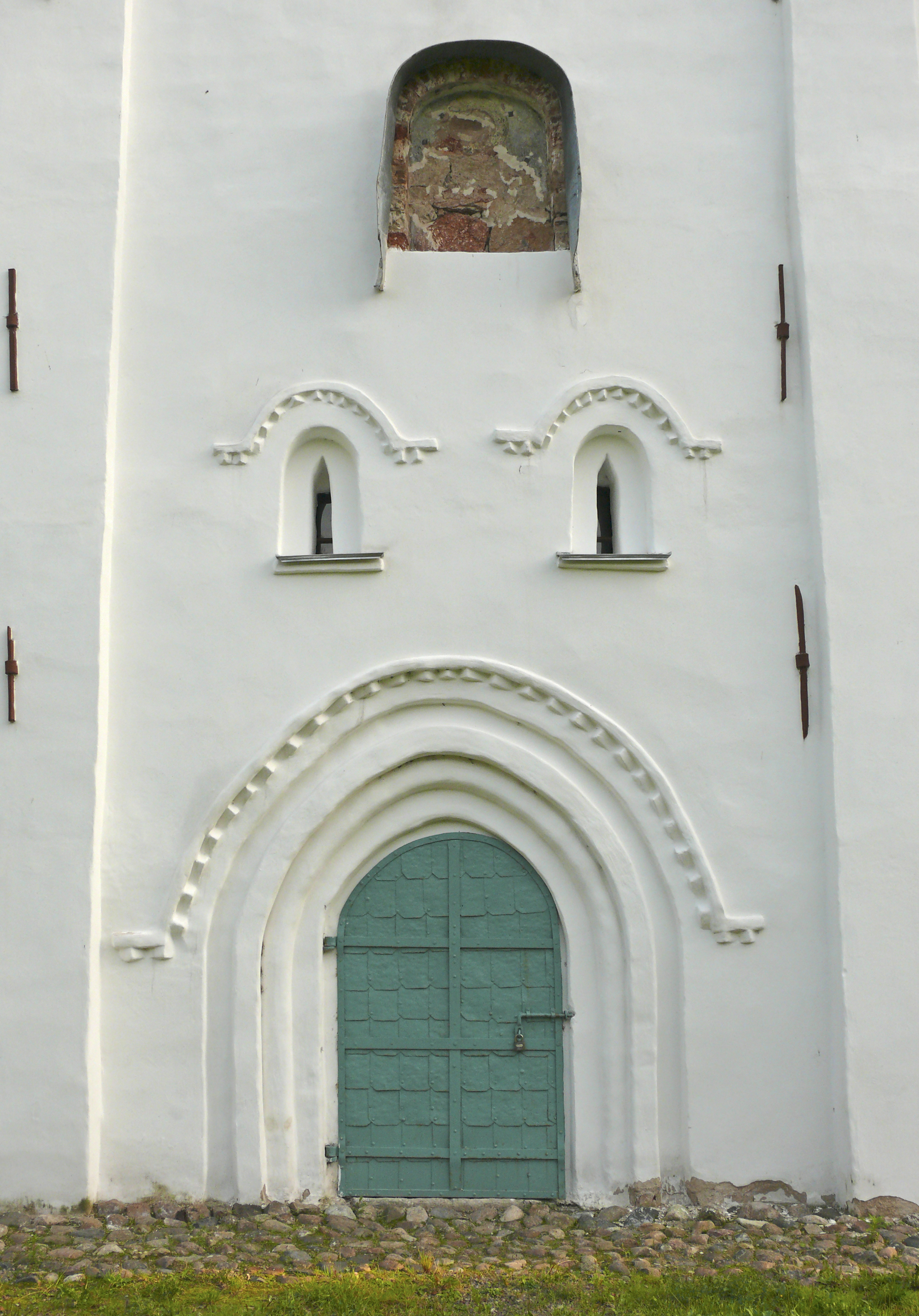
portail nord, niche, fresque de Saint-Blaise

Pendant la Grande Guerre patriotique l'église a beaucoup souffert d'un incendie. À la fin des années 1940, début des années 1950 le parvis de l'église et le clocher ont été détruits. La menace de démolition total planait sur l'église. Les pouvoirs municipaux estimaient que, du fait des dégâts dus à la guerre, et du fait de son emplacement l'église gênait les transports publics et que son aspect vétuste agissait négativement sur le moral des citoyens. Mais les plans de destruction provoquèrent une vive réaction du côté des autorités scientifiques à Moscou et à Léningrad. Si bien qu'entre 1954 et 1959 l'église est restaurée. Selon les projets de l'architecte D. M. Fiodorova elle est restaurée dans ses formes du XVe siècle.
Sous le portail nord, subsiste une niche avec une fresque au saint-martyr Blaise.